# Johann Heinrich Carl von Bernewitz
Johann Heinrich Carl von Bernewitz (* 27. Dezember 1760 in Dresden; † 12. Dezember 1821 in Braunschweig) war ein braunschweigischer Generalleutnant, der am Amerikanischen Unabhängigkeitskrieg und an den Befreiungskriegen teilnahm.

## Frühe Jahre
Von Bernewitz trat nach dem Besuch der kursächsischen Artillerieschule am 1. Mai 1774 mit 14 Jahren als Fahnenjunker in den braunschweigischen Militärdienst ein und wurde 1775 zum Fähnrich befördert. Er gehörte zu den Truppen, die Herzog Karl I. den Briten zur Unterstützung gegen die Aufständischen in Amerika zur Verfügung gestellt hatte, und segelte am 15. Mai 1776 von Stade aus nach Kanada.
Dort geriet er nach dem Saratoga-Feldzug am 17. Oktober 1777 in Kriegsgefangenschaft. Von Bernewitz wurde dort in der von englischen Offizieren gegründete Loge Nr 63 in den Bund der Freimaurer aufgenommen. In der Braunschweiger Loge Carl zur gekrönten Säule bekleidete er von 1806 bis 1809 das Amt des Logenmeisters.
Er kehrte erst 1783 nach Wolfenbüttel zurück, wo er zum Leutnant befördert wurde.
Im Jahr 1793 folgte die Beförderung zum Stabskapitän, 1798 erhielt er eine Kompanie und am 11. April 1805 wurde er zum Major ernannt. Nach der Auflösung der braunschweigischen Armee im Jahr 1807 war er zwei Jahre ohne Anstellung, da er seinem Herzog (Friedrich Wilhelm von Braunschweig) treu blieb und nicht in westphälische Dienste wechselte.

## Im Dienst des Schwarzen Herzogs (1809 bis 1815)
Von Bernewitz gehörte zu den ersten Offizieren, die sich 1809 der Schwarzen Schar in Schlesien anschloss und wurde dort zum Obersten und Brigadier ernannt. In dieser Position machte er sich um die Organisation des Korps verdient. Nach dem Zug durch Norddeutschland ging er gemeinsam mit dem Herzog und der Schwarzen Schar in britische Dienste und kämpfte daraufhin mit den Braunschweiger Truppen in Portugal und Spanien, wo er am 14. Februar 1811 das Kommando über das braunschweigische Infanterie-Regiment erhielt. Am 23. Dezember desselben Jahres wurde er zum Major-General in britischen Diensten ernannt und mit dem Kommando über die erste Brigade der 7. Division der British Army betraut.

## In Braunschweig nach 1815
Am 27. Februar 1813 ging er auf besonderen Wunsch des Herzogs zusammen mit diesem zurück nach England, um den Aufbau eines neuen Truppenkontingents in Norddeutschland vorzubereiten. Am 22. Dezember kehrte er mit Friedrich Wilhelm nach Braunschweig zurück. Er trat aus englischen Diensten aus, wurde zum Generalleutnant in braunschweigischen Diensten befördert und erhielt den Posten des Stadtkommandanten der Garnisonsstadt Braunschweig. Vom 26. März 1818 an war er Kommandant des Feldkorps und starb am 12. Dezember in Braunschweig.

## Familie
Von Bernewitz war mit Franziska Bodenstaff (1773–1846) verheiratet und hatte mindestens vier Söhne.
- Ernst August Wilhelm (* 2. Dezember 1798; † 11. November 1851) Kompaniechef im Herzoglich Braunschweigischen Infanterie-Regiment.[2][3] ⚭ Antoniette von Bülow (* 20. November 1806)[4]
- Adolf Wilhelm Ferdinand (* 18. Februar 1802; † 21. Januar 1859), preußischer Major.[5] ⚭ 1830 Bertha Rupe (* 18. Oktober 1809)
- Ludwig Hermann Alexander (* 25. September 1804; † 11. September 1847), Vater von Max von Bernewitz (1839–1892) von dem der Bergbauingenieur Max Wilhelm von Bernewitz (1878–1940) abstammte.[6] ⚭ Minette (Wilhelmine) Christiane Friederike von Bülow (* 11. August 1807; † 6. Februar 1860)[7]
- Karl Heinrich Friedrich Wilhelm (* 10. Oktober 1808; † 15. Dezember 1878), Kommandant des Herzoglich Braunschweigischen Infanterie-Regiments, Generalmajor und Kammerherr in Braunschweig ⚭ Auguste Bosse (1815–1880)
- Minette (Wilhelmine) Caroline Amalie (* 31. Januar 1806) ⚭ 1822 Friedrich Ludwig von Trauwitz († 11. September 1835), Rittmeister
- Marie (* 27. November 1815) ⚭ Eduard Degner (nach Texas ausgewandert)